# Territorio dell'Unione di Naypyidaw
Il territorio dell'Unione di Naypyidaw (in birmano: နေပြည်တော် ပြည်တောင်စုနယ်မြေ) è una suddivisione amministrativa di primo livello della Birmania,  come gli Stati e le Regioni del paese. Si trova nella zona meridionale della Regione di Mandalay, nel centro del paese, e comprende l'omonima Naypyidaw, che dal 6 novembre 2005 ha sostituito Yangon come capitale amministrativa dello Stato. Il territorio si suddivide nelle 8 township di Pyinmana, Lewe, Tatkon, Ottarathiri, Dekkhinathiri, Pobbathiri, Zabuthiri e Zeyathiri.
La creazione del territorio dell'Unione, prevista nella nuova Costituzione del 2008, è stata ufficializzata con un decreto del 20 agosto 2010.
I centri abitati delle township di Pyinmana, Lewe e Tatkon erano già esistenti e sono stati sviluppati. Le altre township sono state create dopo la decisione di spostare la capitale da Yangon alla nuova città di Naypyidaw, ed in ognuna di esse è stato costruito un nuovo centro abitato con la funzione di polo urbanistico nell'ottica di creare una metropoli composta dall'unione degli 8 centri abitati. I lavori iniziarono nel 2002. I palazzi del governo, dei ministeri e delle altre istituzioni statali sono stati costruiti su un'area situata a 3 km dal vecchio centro abitato di Pyinmana. Tale area è stata il nucleo attorno al quale è stato costruito il centro della capitale, che è stato diviso nei 4 ward di Zeyatheiddhi, Pyinnyatheddhi, Bawgatheiddhi e Mingalatheiddhi.
È attualmente l'unica suddivisione del paese ad essere designata  territorio dell'Unione, ma il governo centrale si riserva, nel caso che problemi di difesa nazionale, sicurezza, economia ecc. lo rendessero necessario, di nominarne altre che, come quella di Naypyidaw, avrebbero a capo dell'amministrazione il presidente della Repubblica.

## Amministrazione
A capo dell'amministrazione del territorio dell'Unione di Naypyidaw vi è il presidente della Repubblica. Le funzioni del governo locale sono svolte dai membri del  Consiglio di Naypyidaw, che a sua volta ha un proprio presidente. Sia i membri che il presidente di tale consiglio sono civili e militari nominati dallo stesso presidente della Repubblica.